# 石原涼太郎
石原 涼太郎（いしはら りょうたろう、1998年7月1日 - ）は、日本の元子役。東京都出身。ジュニアコマーシャルタレントに所属していた。

## 出演

### バラエティ
- おかあさんといっしょ（NHK教育テレビ）
- にほんごであそぼ（2003年4月 - 2013年3月、NHK教育テレビ）

### CM
- J-PHONE
- ライオン
- ベネッセ
- こどもちゃれんじ
- JR東海

### 雑誌
- 幼稚園（小学館）
- ピコロ（学研）

### プロモーションビデオ
- クレイジーケンバンド 「クリスマスなんて大嫌い!! なんちゃって♥」（2002年）